# EC 1.8.4
La EC 1.8.4 è una sotto-sottoclasse della classificazione EC relativa agli enzimi. Si tratta di una sottoclasse delle ossidoreduttasi che include enzimi che agiscono su donatori di elettroni aventi un gruppo solfuro ed accettori contenenti un disolfuro.

## Enzimi appartenenti alla sotto-sottoclasse
| numero EC   | nome accettato                                               |
| ----------- | ------------------------------------------------------------ |
| EC 1.8.4.1  | glutatione-omocistina transidrogenasi                        |
| EC 1.8.4.2  | proteina-disolfuro reduttasi (glutatione)                    |
| EC 1.8.4.3  | glutatione-CoA-glutatione transidrogenasi                    |
| EC 1.8.4.4  | glutatione-cistina transidrogenasi                           |
| EC 1.8.4.5  | metionina-S-ossido reduttasi (ora EC 1.8.4.11)               |
| EC 1.8.4.6  | proteina-metionina-S-ossido reduttasi (ora EC 1.8.4.13 e 14) |
| EC 1.8.4.7  | enzima-tiolo transidrogenasi (glutatione-disolfuro)          |
| EC 1.8.4.8  | fosfoadenilil-solfato reduttasi (tioredossina)               |
| EC 1.8.4.9  | adenilil-solfato reduttasi (glutatione)                      |
| EC 1.8.4.10 | adenilil-solfato reduttasi (tioredossina)                    |
| EC 1.8.4.11 | peptide-metionina (S)-S-ossido reduttasi                     |
| EC 1.8.4.12 | peptide-metionina (R)-S-ossido reduttasi                     |
| EC 1.8.4.13 | L-metionina (S)-S-ossido reduttasi                           |
| EC 1.8.4.14 | L-metionina (R)-S-ossido reduttasi                           |